# Hrubeš a Mareš jsou kamarádi do deště
Hrubeš a Mareš jsou kamarádi do deště je český film natočený v roce 2005.
Kamarádi Hrubeš (Jan Budař) a Mareš (Richard Krajčo) nemají peníze, nejsou ani moc chytří, ani moc hezcí. Hrubeš pracuje jako revizor, Mareš je bez práce a je fanouškem zpěvačky Hany Zagorové. Oba touží po lásce, ženách a pěkném zaměstnání. Když Hrubeše jeho otec (Miroslav Donutil) vykopne z domu a Marešovi umře babička, oba kamarádi se sestěhují a pokouší se naplnit své životní cíle.

## Obsazení
| Jan Budař         | Václav Hrubeš             |
| Richard Krajčo    | Josef Mareš               |
| Miroslav Donutil  | Václav Hrubeš st.         |
| Iva Janžurová     | Lída Hrubešová            |
| Radovan Lukavský  | Josef Mareš st.           |
| Stella Zázvorková | Miriam Marešová           |
| Magdalena Borová  | Irena Hájíčková           |
| Robert Roth       | Viliam Karpatti           |
| Simona Peková     | Simona Špeková            |
| Hana Zagorová     | Hana Zagorová             |
| Ester Kočičková   | Ester Kotrlá              |
| Kateřina Holánová | Olga Šimáková             |
| Pavla Tomicová    | Carmen Bohunská           |
| Tomáš Matonoha    | herec                     |
| Martha Issová     | učnice                    |
| Aleš Juchelka     | pacient Vladimír Juchelka |
| Lenka Loubalová   | Blanka                    |
| Alena Ambrová     | Helena                    |
| Marie Ludvíková   | Helena Kalašová           |
| Josef Polášek     | vedoucí v supermarketu    |
| Marcela Holubcová | překladatelka Desiré      |
| Filip Rajmont     | Kamil                     |
| Petr Jeništa      | číšník                    |